# Hoffenheim
Hoffenheim är en stadsdel (sedan 1 juli 1972) i Sinsheim i delstaten Baden-Württemberg i Tyskland. Folkmängden uppgick till 3 272 invånare 2006. Hoffenheim är känd för sportklubben TSG 1899 Hoffenheim, som 2008 lyckades ta sig upp till Fußball-Bundesliga.